# Still in the Game
| Críticas profissionais | Críticas profissionais |
| Avaliações da crítica  | Avaliações da crítica  |
| Fonte                  | Avaliação              |
| ---------------------- | ---------------------- |
| Allmusic               | link                   |

Still in the Game é o sexto álbum de estúdio de Keith Sweat. O título do álbum se refere ao fato do cantor estar na indústria musical há mais de uma década. "Come and Get with Me" alcançou a posição número 12 nos E.U.A. "I'm Not Ready", lançada um ano depois, chegou ao número 16. Ambas as canções foram acompanhadas de videoclipes dirigidos por Paul Hunter, que anteriormente dirigiu todos os videoclipes dos singles lançados do último álbum de Keith Sweat.

## Lista de faixas
| #  | Título                                                   | Compositor(es)                                    | Duração |
| -- | -------------------------------------------------------- | ------------------------------------------------- | ------- |
| 1  | Come and Get with Me (featuring Snoop Dogg)              | Keith Sweat/Calvin Broadus/Lee "Wiz" McCallum     | 4:57    |
| 2  | Rumors                                                   | David McPherson/Keith Sweat/Tonyatta Martinez     | 3:44    |
| 3  | Can We Make Love                                         | Bobby Crawford/Curtis Jefferson/Keith Sweat       | 4:08    |
| 4  | Let Me Have My Way                                       | Keith Sweat/Lee "Wiz" McCallum                    | 3:49    |
| 5  | What Goes Around                                         | Darryl Adams/Keith Sweat                          | 4:48    |
| 6  | Love Jones (featuring Playa, Too $hort and Erick Sermon) | Erick Sermon/Gregory Taylor/Todd Shaw/Keith Sweat | 4:27    |
| 7  | Too Hot (featuring Free and Jermaine Dupri)              | George "Funky" Brown                              | 4:10    |
| 8  | I'm Not Ready                                            | Joe Little III/Keith Sweat/Willie Jones           | 4:17    |
| 9  | Show U What Love Is (featuring Ol Skool)                 | Curtis Jefferson/Kevin "KJ" Johnson/Keith Sweat   | 3:49    |
| 10 | Just Another Day                                         | Gerald Levert/Joe Little/Keith Sweat              | 4:22    |
| 11 | You Know I Like                                          | Keith Sweat/Lee "Wiz" McCallum                    | 3:43    |
| 12 | In Your Eyes                                             | Big Baby/Keith Sweat/Suga Mike/Kenny Greene       | 5:13    |

## Créditos
- Keith Sweat — Vocais (fundo), Produtor, Produtor Executivo
- Darryl Adams — Bateria, Teclado, Vocais (fundo), Produtor
- Big Baby & Suga Mike — Produtor, Teclado, Programação
- Jermaine Dupri — Rap
- Free — Rap
- Curtis Jefferson — Vocais (fundo)
- Allen "Grip" Smith - Teclado
- Bobby Crawford - Sequência, Programação
- Eugene Peoples - Teclado Adicional, Violão
- Jay Mack - Teclado, Sequência, Programação
- Erick Sermon — Rap, Intérprete
- Snoop Dogg — Rap, Intérprete
- Taj Mahal — Engenharia
- Too Short — Rap, Intérprete
- Nicarlo Williams — Vocais (fundo)
- Val Young Vocais — (fundo)
- Joe N Little III - Compositor, Produtor e Vocais (fundo)
- Karl Heilbron - Baixo, Engenheiro de Som, Mixagem
- Steve Crooms, Ivan Walker - Engenheiro de Som
- Neal H. Pogue - Mixagem
- Kevin "KD" Davis - Mixagem
- Herb Powers - Masterização

## Posições nas paradas musicais
| Parada musical (1998)                   | Melhor posição |
| --------------------------------------- | -------------- |
| França (SNEP)                           | 49             |
| Países Baixos (Dutch Charts)            | 19             |
| Alemanha (Offizielle Deutsche Charts)   | 63             |
| Reino Unido (UK Albums Chart)           | 62             |
| Estados Unidos (Billboard 200)          | 6              |
| Estados Unidos (Top R&B/Hip Hop Albums) | 2              |

### Singles
| Ano  | Single                 | Parada musical        | Posição |
| ---- | ---------------------- | --------------------- | ------- |
| 1998 | "Come and Get With Me" | Billboard Hot 100     | 12      |
| 1998 | "Come and Get With Me" | Hot R&B/Hip-Hop Songs | 6       |
| 1998 | "Come and Get With Me" | Rhythmic Top 40       | 16      |
| 1999 | "I'm Not Ready"        | Billboard Hot 100     | 16      |
| 1999 | "I'm Not Ready"        | Hot R&B/Hip-Hop Songs | 12      |